# Retour de la pêche : halage de la barque
Le Retour de la pêche : halage de la barque est une huile sur toile du peintre espagnol Joaquim Sorolla en 1894. De grandes dimensions (265 x 403,5cm) elle est exposée au Musée d'Orsay depuis 1977. Le tableau représente le retour d'une barque de pêche à voile latine. Deux bœufs halent la barque sur une plage entourés par les pêcheurs.

## Historique
La toile est acquise par l'État français en 1895 pour 6000 francs. Elle est successivement exposée au Musée du Luxembourg, au Louvre (1922), au Musée national d'art moderne (1946) jusqu'en 1977 où elle est attribuée au Louvre et exposée depuis lors au Musée d'Orsay.

## Description
La scène se passe en bord de mer, au retour d'une barque de pêche sur la plage El Cabañal, à Valence.
Au centre de la composition, deux bœufs au premier plan tirent une barque catalane, en second plan. La voile qui faseye est gonflée par le vent et semble les aider. A gauche au premier plan, un pêcheur attend avec un madrier, probablement celui sur laquelle la barque sera posée le moment venu. Un autre marin est assis sur l'encolure d'un des boeufs qu'il semble guider. En arrière plan, dans l'ombre, un autre marin regarde dans la barque. Enfin, en fond, dans la lumière, un dernier pêcheur dans la barque ajuste une écoute pour que le vent facilite la manœuvre. L'ensemble se déroule en bord de mer. Si on ne voit pas de sable, le spectateur semble se trouver sur la plage et est ignoré par tous les acteurs de cette scène.
L'ensemble de la composition se détache sur des fonds bleus (mer en bas, ciel en haut). La voile occupe la moitié de l'espace partagé par une diagonale. Sorolla fait ressortir des éclats de lumière des clairs obscurs provoqués par l'ombre de la voile. La scène semble inspirée par la photographie, prise sur le vif, aucun des acteurs n'observerait le photographe.

## Réception
Le tableau reçut un franc succès chez des citadins séduits par « son atmosphère méditerranéenne [...] le travail manuel et la vivacité ». Le peintre reçut la plus haute distinction décernée lors de l'exposition, et la toile fut achetée par le musée du Luxembourg.